# نماز (اسلام)
نماز از عبادت‌های مسلمانان و از ارکان مهم دین اسلام است. واژهٔ نماز برابر فارسی واژه عربی صلاة است. نماز در نزد اهل سنت یکی از ارکان خمسه (ستون‌های پنجگانهٔ دین) و در نزد شیعیان یکی از فروع دهگانهٔ دین است.
نمازهایی که بر هر مسلمان، در هر شبانه‌روز، واجب است عبارت‌اند از: نماز صبح، ظهر، عصر، مغرب و عشا. اهل سنت حنفی نماز وتر را نیز یکی از نمازهای واجب روزانه می‌دانند. البته غیر از این نمازها، نمازهای واجب دیگری هم وجود دارند.
عده‌ای از عارفان مسلمان بر این باورند که تمام موجودات نیز متناسب با وضع خود در حال حمد و تسبیح خداوند هستند و به آیاتی از قرآن نظیر «و ستارگان و درختان سجده می‌کنند» (به عربی: وَالنَّجْمُ وَالشجَرُ یَسجُدَانِ)، اِستناد می‌ورزند.نماز ابزاری مؤثر برای افزایش تاب‌آوری است.تحقیقات نشان داده‌اند که انجام نماز و دعا می‌تواند احساس آرامش را افزایش دهد و به افراد کمک کند تا کنترل بیشتری بر زندگی خود داشته باشند.
نماز و عبادت به عنوان اعمال معنوی و دینی، فراتر از جنبه‌های مذهبی، دارای تأثیرات قابل توجهی بر سلامت روان و تاب‌آوری روانشناختی افراد هستند. مطالعات متعدد در حوزه روانشناسی و سلامت نشان داده‌اند که این اعمال عبادی می‌توانند از طریق مکانیسم‌های مختلف فیزیولوژیک و روانشناختی، به بهبود وضعیت روحی و روانی افراد کمک کنند.پژوهش‌ها حاکی از آن است که نمازگزاران سطوح پایین‌تری از استرس و اضطراب را گزارش می‌کنند و از تاب‌آوری بیشتری در مواجهه با چالش‌های زندگی برخوردارند. این نوشتار به بررسی چگونگی تأثیر نماز و عبادت بر سلامت روان و افزایش تاب‌آوری روانشناختی می‌پردازد.نماز می‌تواند سطح هورمون‌های استرس مانند کورتیزول را کاهش دهد، که این امر به نوبه خود احساس آرامش بیشتری را به همراه دارد. افراد مذهبی معمولاً با احساس آرامش بیشتری مواجه هستند و کمتر دچار اضطراب می‌شوند.مناجات و دعا نه تنها بر سلامت روان تأثیر مثبت دارند بلکه می‌توانند روابط اجتماعی را نیز تقویت کنند. اعتقاد به معنویت و بودن در کنار افرادی که به قدرت برتر اعتقاد دارند، موجب تقویت روابط اجتماعی و حمایت اجتماعی می‌شود.

## واژه‌شناسی
واژه «صلاة» در عربی، به معنی «درود و تحیت»، «دعا» و همچنین «انعطاف» است. با این حال واژهٔ «نماز» واژه‌ای است که در ایران، افغانستان، کشورهای آسیای میانه، هند و پاکستان برای واژهٔ «صلاة» عربی به‌کار برده می‌شود. این واژه همچنین در زبان‌های ترکی، بنگالی، آلبانیایی، بوسنیایی و مقدونیایی، برابر صلاة به کار می‌رود.
واژه نماز به معنای خم‌شدن و سر فرودآوری برای ستایش و احترام است. برخی منابع ریشهٔ این واژه را از واژه پهلوی «نماک» می‌دانند که آن هم از ریشه باستانی «نم» به معنای خم شدن و کرنش است. هرچند در برخی منابع ریشهٔ واژهٔ نماز از واژهٔ «ناماسته» در زبان سانسکریت آریاییان دانسته شده است

## نماز در قرآن

زمان اقامهٔ نمازهای مختلف

کلمه صلاة ۸۲ بار در قران آمده است و خداوند، پیامبر و مسلمانان را امر به نمازخواندن (اقامه صلاه) کرده است.
﴿وَأَقِيمُوا الصَّلَاةَ وَآتُوا الزَّكَاةَ ۚ وَمَا تُقَدِّمُوا لِأَنْفُسِكُمْ مِنْ خَيْرٍ تَجِدُوهُ عِنْدَ اللَّهِ ۗ إِنَّ اللَّهَ بِمَا تَعْمَلُونَ بَصِيرٌ﴾(سورهٔ بقره-آیهٔ ۱۱۰)
و نماز را به پا دارید و زکات را بدهید و هر گونه نیکی که برای خویش از پیش فرستید آن را نزد خدا باز خواهید یافت آری خدا به آنچه می‌کنید بیناست.
﴿وَقَالَ الَّذِينَ كَفَرُوا لِرُسُلِهِمْ لَنُخْرِجَنَّكُمْ مِنْ أَرْضِنَا أَوْ لَتَعُودُنَّ فِي مِلَّتِنَا ۖ فَأَوْحَىٰ إِلَيْهِمْ رَبُّهُمْ لَنُهْلِكَنَّ الظَّالِمِينَ﴾(سورهٔ ابراهیم-آیهٔ ۱۳)
فولادوند: به آن بندگانم که ایمان آورده‌اند بگو نماز را بر پا دارند و از آنچه به ایشان روزی داده‌ایم پنهان و آشکارا انفاق کنند پیش از آنکه روزی فرا رسد که در آن نه داد و ستدی باشد و نه دوستی ای

## تفاوت‌های نماز اهل سنت و شیعه
۱. اذان و اقامه:
از نظر اهل‌سنت، اذان گفتن برای نماز صبح، پیش از رسیدن وقت آن، یعنی پیش از طلوع فجر مستحب است، و لذا آنان پیش از طلوع‌فجر اذان می‌گویند که در حقیقت اعلام وقت نافله است تا مردم برای خواندن نماز صبح آماده شوند و پیش از آن، نمازهای نافله را بخوانند. و چون وقت نماز صبح می‌رسد یکبار دیگر اذان می‌گویند و این اذان برای اعلام داخل شدن وقت نماز صبح است و پس از آن اقامه می‌گویند؛ بنابراین برای نماز صبح دوبار اذان و یک‌بار اقامه گفته می‌شود. از نظر فقهای شیعه اذان باید پس از داخل شدن وقت گفته شود. اهل‌سنت جمله حی‌علی خیرالعمل را در اذان  نمی‌گویند چون در هیچ حدیثی نیامده است.اهل سنت در اذان صبح عبارت الصلوه خیر من النوم را بر اساس حدیث اذان روایت شده در سنن نسائی ،ترمذی،ابوداوود و ابن ماجه میگویند. شیعه عبارت اَشْهَدُ اَنَّ عَلیً وَلِیُ الله را جزء اذان نمی‌داند ولی گفتن آن را جایز می‌داند ولی اهل سنت آوردن این عبارت را بدعت می‌شمارند چرا که اسماعیل اول صفوی بعد از فتح تبریز آن را به اذان اضافه کرد.
۲. خواندن بسم الله در اول هر سوره:
اهل‌سنت دربارهٔ خواندن بسم‌الله در نماز، دیدگاه متفاوتی با شیعه دارند؛ از نظر شیعه، بسم‌الله جزئی از سوره است و باید خوانده شود و خواندن سوره‌های قرآن بدون بسم الله در نماز سبب بطلان نماز است و ترک آن در نماز جایز نیست. و مستحب است که حتی در نمازهایی که آهسته خوانده شود، بسم‌الله در نماز بلند خوانده شود و این یکی از شعائر شیعه است. ولی بسیاری از اهل‌سنت، بسم‌الله را جزء سوره نمی‌دانند، حنفی و حنبلی‌ها در عین حال که آن را جزء سوره نمی‌دانند ومی گویند خواندن بسم الله در اول سوره در نماز واجب نیست و ترک آن جایز است. اما در عین حال خواندن آن را در آغاز حمد و سوره مستحب می‌دانند؛ ولی به نظر آنها اگرچه نماز جهری باشد مانند نمازهای مغرب و عشاء باید بسم‌الله آهسته خوانده شود. از نظر مذهب حنفی، حنبلی و مالکی بسم الله در هر سوره، جزء سوره نمی‌باشد. اما از نظر شافعی بسم الله جزء هر سوره است و ترک آن در نماز جایز نیست.
۳. قرائت سوره فاتحه در دو رکعت اول نمازهای یومیه:
از نظر شیعه واجب است در دو رکعت اول نمازهای یومیه سوره فاتحه خوانده شود. اگر سوره دیگری از قرآن به جای آن خوانده شود، صحیح نیست و نماز باطل است. در دو رکعت سوم و چهارم، نماز گزار می‌تواند تسبیحات اربعه بخواند و می‌تواند به جای آن سوره حمد یعنی فاتحه را بخواند.
اما اهل سنت بنابر مذهب حنفی، خواندن سوره فاتحه در دو رکعت اول نماز به‌طور معین لازم نیست، بلکه اگر سوره دیگری به جای فاتحه خوانده شود، نماز صحیح است. اما نظر شافعی و مالکی و حنبلی آن است که خواندن سوره فاتحه در تمام رکعت‌های نماز واجب است، بدون فرق بین دو رکعت اول یا رکعت‌های سوم وچهارم نماز. هم چنین فرق بین نماز واجب و مستحب نمی‌باشد. در تمام نمازها و در تمام رکعت‌ها خواندن حمد به نظر این سه مذهب واجب است
۴. خواندن سوره بعد از فاتحه:
از نظر شیعه خواندن سوره در رکعت اول و دوم نماز بعد از خواندن سوره حمد (فاتحه) واجب است و باید یک سوره کامل خوانده شود. به نظر حنبلی در دو رکعت اول نماز فقط خواندن یک سوره کفایت می‌کند، هر سوره که باشد، بلکه هر مقداری که از آیات قرآن خوانده شود، کفایت می‌کند؛ اگر کسی حمد را هم بخواند، خواندن سوره بعد از حمد واجب نیست. اما به نظر سه مذهب دیگر، خواندن یک سوره در دو رکعت اول نماز بعد از خواندن سوره فاتحه، مستحب است، نه واجب.
۵. جهر و اخفات در نماز:
از نظر شیعه واجب است قرائت حمد و سوره در نماز صبح و مغرب و عشا بلند خوانده شود. در نماز ظهر و عصر واجب است آهسته خوانده شود. اما مذاهب اهل سنت نظرات متفاوتی دارند:به نظر حنفی: جهر و اخفات در نماز واجب نیست، بلکه مستحب هم نیست و نماز گزار مخیر است که قرائت را بلند بخواند یا آهسته. اما شافعی مطابق با مذهب شیعه در مسئله جهر و اخفات فتوا دارد.
از نظر مالکی و حنبلی، جهر در نماز صبح و مغرب و عشا مستحب است
۶. تکتف: دست گذاشتن روی هم در نماز:
از نظر شیعه گذاشتن دست روی هم در نماز باطل است. اما از نظر اهل سنت:قرار دادن دست راست بر روی دست چپ در نماز (دست بسته نماز خواندن) از اموری است که استحباب آن بین فقهای سه مذهب از مذاهب چهارگانه اهل سنّت بر اساس حدیث ۷۴۰ بخاری مشهور است><>:
حنفی‌ها می‌گویند:روی هم گذاشتن دست‌ها در نماز، سنّت است و واجب نیست، و برای مرد بهتر است که کف دست راستش را بر پشت دست چپ، زیر ناف قرار دهد، و زن دست‌ها را بر سینه‌اش بگذارد.
شافعی‌ها می‌گویند: گذاشتن دست روی یکدیگر، در نماز، برای مرد و زن سنّت است و بهتر است که کف دست راست را بر پشت دست چپ زیر سینه و بالای ناف به سمت چپ قراردهد. حنبلی‌هامی‌گویند: گذاشتن دست‌ها روی هم، سنّت است و بهتر است که کف دست راست را بر پشت دست چپ نهاده، زیر ناف قرار دهند.
فرقه مالکیّه برخلاف سه مذهب فوق می‌گویند: آویختنِ دست‌ها در نمازهای واجب، مستحب است.
۷. گفتن آمین در نماز:

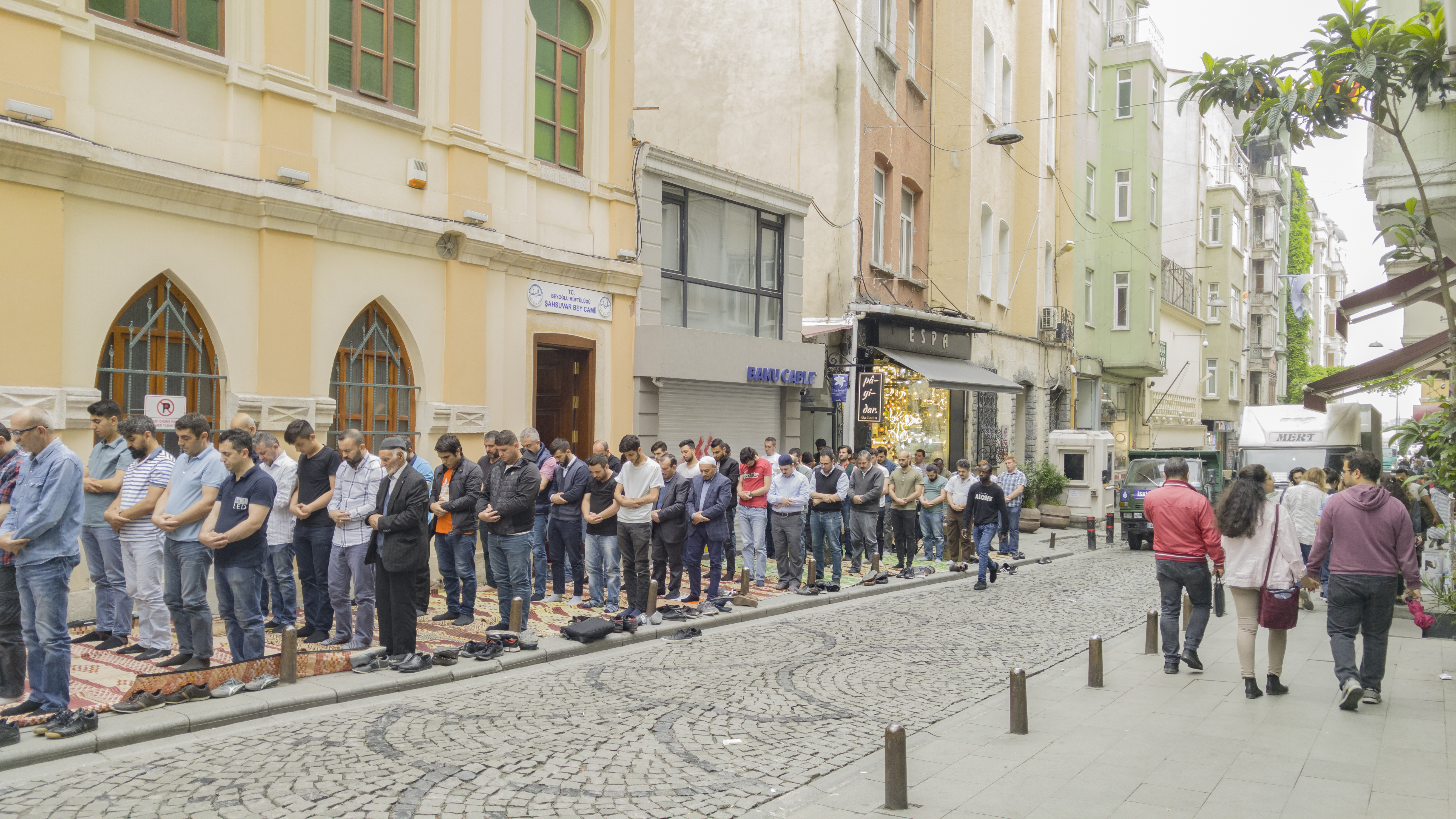
نماز مذهب حنفی با تکتف

از نظر شیعه گفتن آمین در نماز حرام است و نماز باطل است، اما از نظر چهار مذهب اهل سنت مستحب است.
۸- خواندن قنوت:
به نظر شیعه در تمام نمازهای یومیه خواندن قنوت مستحب است. اما به نظر اهل سنت:به نظر حنفی‌ها و حنبلی‌ها: در غیر نماز وتر در نمازهای دیگر قنوت ندارد. به نظر شافعی و مالکی: خواندن قنوت فقط در نماز صبح مستحب است.
۹. برگرداندن صورت به چپ و راست در حال خواندن سلام:
شافعی‌ها و حنفی‌ها و حنبلی‌ها عقیده دارند که مستحب است نمازگزار در حال خواندن سلام نماز، در سلام اول صورت خود را به طرف راست و در سلام دوم به طرف چپ برگرداند، آن هم به اندازه‌ای که از پشت‌سر صورت او دیده شود. مالکی‌ها نیز این کار را مستحب می‌دانند، ولی آن را به سلام آخر اختصاص داده‌اند. از نظر شیعه نمازگزار هنگام سلام نماز نباید صورتش از قبله منحرف شود.
۱۰. عبور از مقابل نمازگزار:
از نظر اهل‌سنت عبور کردن از مقابل نمازگزار حرام است، حتی در بعضی از کتاب‌های حدیثی آنان آمده است که نمازگزار باید مانع عبور عابر از مقابل خود باشد، اگرچه این کار به درگیری بکشد و کسی که از مقابل نمازگزار عبور می‌کند شیطان است. به همین جهت وقتی در مکه یا مدینه از مقابل کسی که نماز می‌گذارد، عبور کنید، با اعتراض شدید او و دیگران روبرو می‌شوید و حتی ممکن است برای این کار خشونت هم نشان بدهند.
۱۱. محل سجده:
از نظر شیعه، سجده باید بر زمین (خاک و سنگ) و چیزهای غیر خوراکی که از زمین می‌روید باشد و سجده بر خاک از همه بهتر است. ولی اهل سنّت در مورد محلّ سجده توسعه بیشتری قایل هستند و سجده بر فرش، سجاده و… را نیز جایز می‌دانند.
۱۲. خم شدن در رکوع:
شیعیان و اهل سنت در مقدار خم شدن در هنگام رکوع متفق القولند؛ جز حنفی‌ها که خم نمودن سر را کافی می‌دانند.
۱۳. ارکان نماز:
ارکان نماز را اهل سنّت چهار تا می‌دانند (قیام و رکوع، سجود و قرائت) و بعضی از آنها نیّت را اضافه نموده‌اند ولی شیعیان ارکان نماز را پنج تا می‌دانند (نیّت، تکبیرة الاحرام، قیام، رکوع، سجود)
۱۴. وقت نماز:
اهل سنّت می‌گویند نمازهای پنجگانه باید در پنج وقت (ظهر، عصر، مغرب، عشاء، صبح) خوانده شود ولی از نظر شیعه در پنج وقت خواندن افضل و مستحب است.
۱۵:ذکر تشهد:
تشهد اهل سنت :

## واجبات و مستحبات نماز

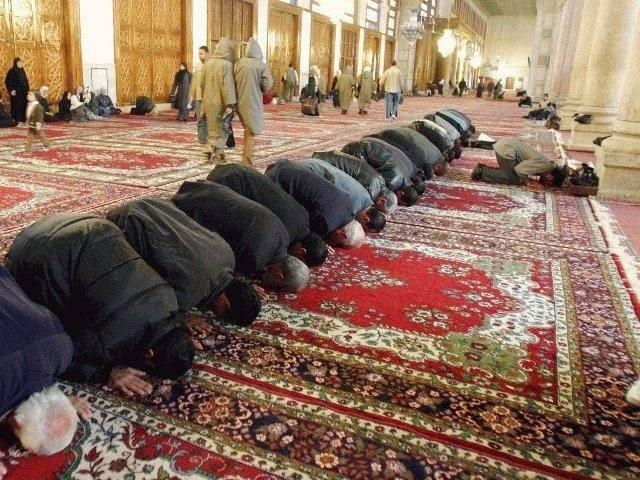
مسلمانان در حال نماز

### واجبات نماز

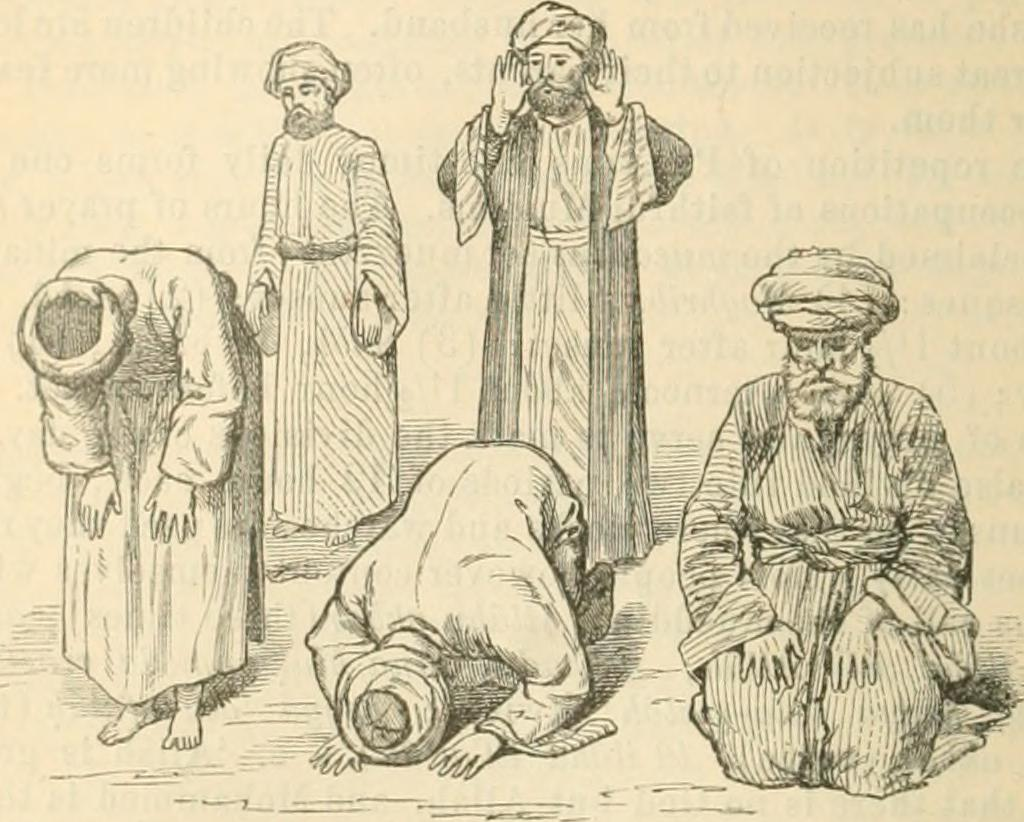
تصویر حرکات مختلف یک رکعت نماز را نشان می‌دهد.

واجبات نماز یعنی کارهایی که باید در نماز انجام شود. واجبات نماز یازده مورد هستند که این واجبات به دو نوع رکن و غیررکن تقسیم می‌شوند. واجباتی که رکن هستند، کم یا زیاد کردن آن‌ها چه به‌عمد و چه سهواً نماز را باطل می‌کند. واجبات رکن در نماز پنج مورد است شامل: نیّت، تکبیرةالاحرام، قیام (قیام درهنگام تکبیرةالاحرام و قیام متصل به رکوع)، رکوع و سجود. واجبات نماز از این قرارند:
- نیت: به‌معنی قصد قلبی است و نیازی نیست به زبان آورده شود؛ بلکه به این معنی است که نمازگزار با هوشیاری و قصد نماز را می‌خواند. قابل ذکر است که نیت در نماز بسیار مهم است و اگر مثلاً کسی نماز را برای غیر خدا بخواند، مانند این است که اصلاً نماز نخوانده است.
- تکبیرة الاحرام: یعنی گفتن الله اکبر در اول نماز؛ و در این هنگام معمولاً دست‌ها را تا مقابل گوشها بالا می‌برند.
- قیام: به معنی ایستادن است؛ کسی که نمی‌تواند بایستد، می‌تواند نشسته یا خوابیده نماز بخواند.
- قرائت: در ابتدای رکعت، خواندن سورهٔ فاتحه واجب است. در دو رکعت اول نمازهای ظهر، عصر، مغرب و عشا همچنین واجب است که سورهٔ دیگری پس از فاتحه خوانده شود. اهل سنت خواندن بخشی از یک سوره را هم کافی می‌دانند.
- رکوع: به معنی خم شدن نمازگزار است، تا این‌که دست‌ها به زانو برسند. مسلمانان معمولاً در هنگام رکوع اذکاری را می‌گویند مانند سبحان الله یا سبحان ربّی العظیم و بحمده.
- سجده: در این زمان، نمازگزار پیشانی، کف دست‌ها، دو زانو و سر انگشتان پاها را بر زمین می‌گذارد؛ در زمان سجده نیز اذکاری چون سبحان الله یا سبحان ربّی الأعلی و بحمده گفته می‌شود.
- ذکرهای سجده و رکوع
- تشهد: به‌معنی گواهی دادن بر یکتا بودن خدا و پیامبری محمد است. این کار در رکعت‌های زوج و در رکعت پایانی، بعد از سجده انجام می‌شود.
- سلام: یعنی درود فرستادن بر پیامبر و خانواده‌اش و بر خود و بر سایر بندگان شایستهٔ خدا، در پایان نماز.
- ترتیب: یعنی این‌که کارهای نماز به ترتیب خودش انجام شود و مثلاً سلام نماز در ابتدای نماز گفته نشود.
- موالات: یعنی پی‌درپی بودن اجزای نماز؛ بین کارهای نماز نباید خیلی فاصله انداخته شود (معمولاً حداکثر چند ثانیه).

### مستحبات نماز
- بعد از رکوع، مستحب است نمازگزار بگوید: «الله اکبر» و «سمع الله لمن حمده»
- بعد از سجده، مستحب است نمازگزار بگوید: «الله اکبر» و «استغفرالله ربی و اتوب الیه»
- در هنگام برخاستن از زمین، مستحب است نمازگزار بگوید: «بحول الله و قوته اقوم و اقعد»[۲۰][۲۱]

## شرایط نماز و نمازگزار
- نمازگزار پیش از نماز می‌بایست، بسته به شرایط و موقعیت، وضو،[۲۲] غسل یا تیمم[۲۳] کرده باشد. همچنین بهتر است قبل از نماز اذان و اقامه بگوید.
- نمازگزار، باید در هنگام خواندن نماز رو به قبله، که همان کعبه است، بایستد.
- بدن نمازگزار باید پاک باشد. لباس نمازگزار نیز باید پاک و پوشانندهٔ عورت باشد.[۲۴] همچنین لباس نمازگزار نباید غصبی و نجس، از اجزای مردار، از حیوان حرام گوشت و ابریشم خاص یا طلا بافت (در مردان) باشد.
- بر اساس دستورهای اسلامی، محلی که نمازگزار در آن نماز می‌خواند، نباید غصبی باشد. همچنین مکان نمازگزار باید استقرار داشته باشد و امکان نماز گزاردن در آن جا وجود داشته باشد.[۲۵]

موارد بالا شرایط و استثناهای مخصوص به خود را دارند و همچنین در شرایط و موقعیت‌های خاص می‌توانند تغییر یابند که در مذهب تشیع این موارد توسط مراجع تقلید مشخص می‌شوند.

## مُبطِلات نماز
برخی از مواردی که نماز را باطل می‌کنند عبارتند از:
- از بین رفتن هرکدام از شرایط نماز و نمازگزار
- باطل شدن وضو
- سخن گفتن با دیگران
- خندیدن و گریه کردن (گریه برای امور دنیا؛ اما گریه به خاطر ترس از خداوند پسندیده نیز است)
- خوردن و نوشیدن
- انحراف از جهت قبله
- کم یا زیاد کردن ارکان نماز

## نمازهای واجب
نمازهای واجب در ذیل خواهد آمد. البته مسلمانان سنی علاوه بر اینها، شرکت در نماز جمعه و نماز عید را نیز واجب می‌دانند؛ شیعیان این نمازها را در زمان غیبت کبری، مستحب می‌دانند.

### نمازهای روزانه
بر مسلمانان واجب است که روزی ۵ بار نماز بخوانند؛ کودکان، بیماران روانی و زنان در دوره عادت ماهانه از خواندن این نمازها معاف هستند. این نمازهای پنجگانه عبارت‌اند از:
- نماز صبح (نماز فجر، نماز دوگانه): از سپیده دم تا طلوع آفتاب؛ این نماز دو رکعت است.
- نماز ظهر (نماز پیشین): هنگامی که خورشید در وسط آسمان قرار گیرد تا زمان عصر؛ این نماز چهار رکعت است.
- نماز عصر (نماز دیگر): بعد از زمان ظهر تا زمان غروب خورشید؛ این نماز چهار رکعت است.
- نماز مغرب (نماز شام): از زمان غروب خورشید تا زمان عشا؛ این نماز سه رکعت است.
- نماز عشاء (نماز خفتن): از زمانی که شفق سرخ رنگ آفتاب ناپدید شود تا نیمه شب؛ این نماز چهار رکعت است.

اهل سنت که در پنج وقت نماز می‌خوانند و پنج اذان دارند.
شیعیان معتقدند که بلافاصله پس از خواندن نماز ظهر می‌توان نماز عصر و بلافاصله پس از نماز مغرب، می‌توان نماز عشا را تا نیمه شب خواند در واقع اهل تشیع در سه وقت نماز به جا می‌آورند.
صبح: نماز صبح
ظهر: نماز ظهر و نماز عصر
مغرب: نماز مغرب و نماز عشا
مسلمانان اعتقاد دارند که چنانچه کسی نتواند نماز را در وقت آن بخواند، باید آن را پس از پایان وقت بخواند. چنین نمازی را نماز قضا می‌گویند.

### نماز مسافر
- در تشیع، نماز مسافر شکسته است، یعنی مسافر باید نمازهای چهار رکعتی را دو رکعت بخواند.[۲۷]
- نظر اهل سنت گوناگون است. گروهی نماز را در سفر و حضر کامل می‌دانند؛ بعضی بر نظر شیعه‌اند و گروهی به تخییر بین شکسته و کامل قایل هستند.[۲۸]

### نماز طواف واجب خانه خدا (در مسجدالحرام)

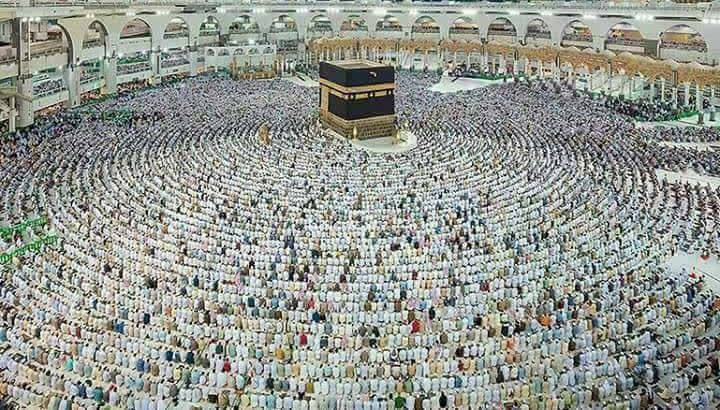

پس از هفت دور چرخیدن به دور کعبه، یک نماز دورکعتی به نام نماز طواف خوانده می‌شود.

### نماز میت
نماز میت، بر مرده گزارده می‌شود. این نماز نیاز به وضو و غسل و غیره ندارد و با کفش می‌توان آن را انجام داد. معمولاً در مسجدالحرام پس از هر نماز یومیّه از نمازگزاران دعوت می‌شود که برای مرده یا مردگانی نماز بخوانند.

### نماز قضای پدر و مادر
کسی که در زندگی خود برخی از نمازهایش را به جا نیاورده، باید پسر بزرگترش آن نمازها را قضا کند که جزئیات آن در کتاب‌های دینی نوشته شده است.

### نماز نافله‌ای که به علت نذر یا عهد یا قسم واجب شده است
نماز نافله به خودی خود واجب نیست و مستحب است ولی مثلاً اگر کسی نذر کند (تصمیم بگیرد) که اگر بیماریم معالجه شود، نماز نافله خواهم خواند و بیماریش معالجه شود، نماز نافله بر او واجب می‌شود که جزئیات این موضوع در کتابهای دینی ذکر شده است.

## نمازهای متفاوت در حکم واجب یا استحباب
این نمازها در شرایطی واجب، و در شرایطی مستحب هستند، یا این که در برخی از مذهب‌ها واجب و در مذاهب دیگر مستحب هستند.

### نماز آیات
نماز آیات یا نماز نشانه‌ها یا نماز وحشت به واسطه چهار چیز بر مسلمان واجب می‌شود:
1. خورشید گرفتگی (اگرچه به مقدار کمی باشد)
2. ماه گرفتگی (اگرچه به مقدار کمی باشد)
3. زمین‌لرزه
4. رعد و برق و بادهای سیاه و سرخ و مانند این‌ها در صورتی که بیشتر مردم بترسند.

این نماز در نزد شیعیان، واجب و در نزد اهل سنت مستحب است. البته این نماز هر رویدادی که اتفاقی بیفتد و موجب نمایش هر چه تمام‌تر قدرت خداوند شود، هم خوانده می‌شود.

### نماز جمعه
نماز جمعه، نمازی است که در ظهر روز آدینه در مساجد خوانده می‌شود.در نزد اهل سنت، شرکت در این نماز برای مردان واجب است؛ در حالی که زنان می‌توانند در این نماز شرکت کنند یا به جای آن نماز ظهر را بخوانند. مراسم نماز جمعه با دو خطبه آغاز می‌شود؛ پس از آن، دو رکعت به جای نماز ظهر خوانده می‌شود. طبق نظر شیعیان این زمان در زمان حضور پیامبر و امام معصوم و نایب خاص او واجب عینی است، اما در زمان غیبت کبری واجب تخییری است یعنی میان نماز جمعه و نماز ظهر مخیر است. در ایران، هر شهر تنها یک امام جمعه دارد و نماز جمعه در مسجد جامع یا مصلای اصلی همان شهر، برگزار می‌شود- امام جمعه‌ی شهرهای ایران، همیشه از سوی رهبر انتخاب می‌شود.

### نماز عیدین
نماز عیدین، شامل نماز عید فطر و نماز عید قربان است که به هنگام عید فطر و عید قربان خوانده می‌شوند.
از نظر شیعیان این نماز در زمان حضور امام واجب و در زمان غیبت مستحب است و می‌توان آن را به جماعت یا فرادی خواند. طبق نظر اهل سنت این نمازها مستحب است.

### نماز جماعت
به‌طور کلی نمازهای واجب بهتر است به جماعت خوانده شوند یعنی به صورت گروهی؛ بنابراین نماز جماعت، نماز دیگری به غیر از نمازهای واجب نیست. در نماز جماعت یک نفر پرهیزگار در جلو دیگران می‌ایستد که به او امام جماعت گویند.
طبق نظر شیعیان شرکت در نماز جماعت مستحب مؤکد است. از نظر برخی از مذاهب اهل سنت شرکت در نماز جماعت واجب است که برخی آن را واجب عینی و برخی واجب کفایی می‌دانند.

## نمازهای مستحب
نمازهای مستحبی نمازهایی هستند که مسلمانان برای کسب ثواب بیشتر و نزدیک تر شدن به خداوند و دوری از شیطان بجا می‌آورند. برخی از این نمازها مخصوص شیعیان است. نمازهای مستحبی به صورت دورکعت، دورکعت خوانده می‌شوند.

### نمازهای نافله
نمازهای نافله از نمازهای مستحبی هستند که به آن‌ها نوافل هم گفته می‌شود. از مهم‌ترین نمازهای مستحبی، نافله‌های شبانه‌روزی هستند که به آن‌ها نوافل یومیه می‌گویند، نافله صبح (دو رکعت)، نافله ظهر (هشت رکعت)، نافله عصر (هشت رکعت)، نافله مغرب (چهار رکعت)، نافله عشاء (دو رکعت) و نافله شب (یازده رکعت). از آنجایی که دو رکعت نافله عشاء، یک رکعت محسوب می‌شود در مجموع نافله‌های شبانه‌روزی ۳۴ رکعت می‌شوند. در روزهای جمعه چهار رکعت به نافله‌های ظهر و عصر اضافه می‌شود و در جمع ۳۸ رکعت می‌شود. نافله‌های شبانه‌روزی به صورت نمازهای دورکعتی خوانده می‌شوند.
از میان نافله‌های شبانه‌روزی، نافله شب یا نماز شب نزد مسلمانان از اهمیت بیشتری برخوردار است و در روایت‌ها بر انجام آن تأکید شده است. از یازده رکعت نافله شب، ۸ رکعت به نیت نافله شب، ۲ رکعت آن به نیت نافله شفع و ۱ رکعت به نیت نافله وتر بجا آورده می‌شود.

### نماز غفیله
نماز غفیله از دیگر نمازهای مستحبی است که بین نماز مغرب و عشاء خوانده می‌شود. فرصت خواندن این نماز، از نماز مغرب تا زمانی است که سرخی مغرب از بین برود. این نماز دو رکعتی می‌باشد و دستور مخصوص خود را دارد.

### نماز تحیت مسجد
تَحیّت به معنای سلام است و نماز تحیت مسجد نمازی دورکعتی است که هنگام ورود به مسجد و به قصد تحیت و احترام مسجد خوانده می‌شود. اگر یک نماز دورکعتی واجب (مثلاً نماز صبح) را هم بخواند کافی است، یعنی در این صورت این نماز هم نماز صبح و هم نماز تحیت مسجد محسوب می‌شود.

### نماز عید غدیر
نماز عید غدیر یکی دیگر از نمازهای مستحبی است که در روز عید غدیر خوانده می‌شود. این نماز دو رکعتی است و بهتر است نزدیک ظهر خوانده شود.

### نماز جعفر طیار
نماز جعفر طیار نیز از نمازهای مستحبی است که می‌توان آن را از نافله‌های شب یا روز به‌شمار آورد. بافضیلت‌ترین زمان برای خواندن این نماز، روز جمعه هنگام برآمدن آفتاب ذکر شده است. این نماز چهار رکعتی است و دو سلام دارد.

### نماز زیارت معصومین
نماز زیارت معصومین، به نمازهای مستحبی گفته می‌شود که به نیت زیارت معصومین خوانده می‌شود و هر کدام آداب خاص خود را دارد.

### نماز چهارده معصوم
نماز چهارده معصوم از نمازهای مستحبی شیعیان است که هر کدام آداب خاص خود را دارد و برخی دو رکعتی و برخی چهار رکعتی و برخی شش رکعتی هستند.

### نماز امام زمان
نماز امام زمان از نمازهای مستحبی شیعیان است. این نماز دو رکعتی است و آداب خاص خود را دارد.

### نماز هدیه به معصومین
نماز هدیه از نمازهای مستحبی شیعیان است که آن را بجا آورده و ثواب آن را به معصومین هدیه می‌کنند.

### نماز استغاثه
نماز استغاثه از نمازهای مستحبی است که دو رکعتی است و بهتر است قبل از خواب خوانده شود.

### نماز آمرزش گناهان
نماز آمرزش گناهان از دیگر نمازهای مستحبی است که به نیت بخشیده شدن گناهان خوانده می‌شود. این نماز دو رکعتی است.

### نماز شکر
نماز شکر از نمازهای مستحبی است که در هنگام حاصل شدن نعمت یا دفع بلا خوانده می‌شود.

### نماز وحشت
نماز وحشت یا نماز شب اول قبر، از نمازهای مستحبی است که دو رکعت دارد و در شب اول قبر برای میت خوانده می‌شود.

### نماز اموات
نماز اموات از دیگر نمازهای مستحبی است که برای درگذشتگان خوانده می‌شود. این نماز دو رکعتی می‌باشد.

### نماز ایام هفته
نماز ایام هفته از دیگر نمازهای مستحبی است که بر طبق روایات و بر اساس دستور گفته شده در طول ایام هفته خوانده می‌شود. در واقع هر روز هفته دو نماز مخصوص به خود دارد که یک نماز برای شب آن روز و یک نماز برای همان روز می‌باشد و بدین شرح است:
دو رکعت در هر رکعت بعد از حمد آیه الکرسی و سوره قدر و نصر یک بار و سوره توحید سه بارخوانده شود ('شب شنبه')
چهار رکعت در هر رکعت بعد از حمد سوره کافرون سه بار خوانده شود بعد از نماز هم یک بار آیه الکرسی را بخواند (روز شنبه)
شش رکعت در هر رکعت سوره حمد یک بار و سوره توحید هفت بار خوانده شود (شب یکشنبه)
دو رکعت در رکعت اول بعد از حمد سوره کوثر سه بار و در رکعت دوم بعد از حمد سوره توحید سه بار خوانده شود (روز یکشنبه)
دو رکعت در هر رکعت بعد از حمد آیه الکرسی و سوره توحید و معوذتین یک بار خوانده شوند (شب دوشنبه)
چهار رکعت بعد از حمد در رکعت اول آیه الکرسی در رکعت دوم سوره توحید و در رکعت سوم سوره فلق و در رکعت چهارم سوره ناس خوانده شوند (روز دوشنبه)
دو رکعت در رکعت اول بعد از حمد سوره قدر یک بار و در رکعت دوم بعد از حمد سوره توحید هفت بار خوانده شود (شب سه شنبه)
دو رکعت در هر رکعت بعد از حمد سوره تین و سوره توحید و معوذتین یک بار خوانده شوند (روز سه شنبه)
دو رکعت در هر رکعت بعد از حمد آیه الکرسی و سوره قدر و نصر هر کدام یکبار و توحید ۳ بارخوانده شود (شب چهارشنبه)
دو رکعت در هر رکعت بعد از حمد سوره زلزال یک بار و سوره توحید سه بار خوانده شود (روز چهارشنبه)
شش رکعت در هر رکعت بعد از حمد آیه الکرسی و کافرون یک بار و توحید سه بارخوانده شود
بعد از نماز هم سه بار آیه الکرسی خوانده شود (شب پنج شنبه)
دو رکعت در هر رکعت بعد از حمد سوره نصر و کوثر هر یک پنج بار خوانده شوند (روز پنج شنبه)
دو رکعت در هر رکعت بعد از سوره حمد سوره توحید هفتاد بارخوانده شود و بعد از اتمام نماز هفتاد بار استغفار کند (شب جمعه)
هشت رکعت بعد از سوره حمد هر سوره‌ای که بخواهد می‌تواند بخواند بعد از اتمام نماز هفتاد بار استغفار کند (روز جمعه)

### نمازهای ماهانه
از دیگر نمازهای مستحبی است که بعضی از آن‌ها در تمام ماه‌ها مشترک هستند و برخی برای هر ماه و همچنین روزهای مشخص آن ماه آداب خاص خود را دارند.

## سایر نمازها

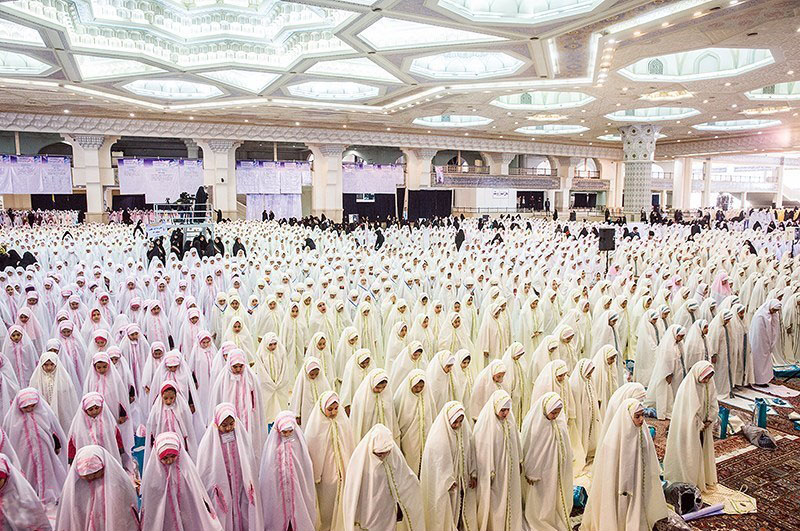
جشن تکلیف دختران دانش‌آموز تهرانی در مصلای تهران

### نماز قضا
اگر نماز واجب در وقت خود خوانده نشود، باید بعداً خوانده شود که به چنین نمازی قضا می‌گویند.

### نماز استسقا یا نماز باران
نماز استسقا یا نماز طلب باران، در هنگام خشکسالی خوانده می‌شود. در برخی منابع اولین نماز باران را نمازی ذکر کرده‌اند که پیامبر در سال پنجم هجری و در نتیجه خشکسالی به جا آورد. نماز استسقا مانند نماز عیدین دو رکعت دارد و بهتر است به جماعت خوانده شود. رکعت اول این نماز پنج قنوت و رکعت دوم آن چهار قنوت دارد.

### نماز رفع فقر و تنگدستی
نمازی دو رکعتی است که در هنگام فقر و بدبختی و عسرت خوانده می‌شود.

### نماز رفع گرفتاری
نمازی است دو رکعتی که خواندن آن در زمان مشکلات و گرفتاری‌ها توصیه شده است.

### نماز استخاره
استخاره در لغت یعنی طلب خیر یا خوبی‌خواستن، و در حقیقت دعا برای خیر از خداست. نماز استخاره، نمازی است که برای گرفتن تصمیم در مورد انجام دادن یا انجام ندادن فعلی یا اتخاذ تصمیم مناسب خوانده می‌شود. این نماز باید پس از به نتیجه نرسیدن تعقل و مشورت‌ها به جا آورده شود. این نماز دو رکعتی بوده و پس از انجام آن باید ذکرهای مخصوص این نماز گفته شود. برای انجام استخاره بعد از نماز نیز آداب مخصوص دارد.